# Megarhyssa
Genre
Synonymes
- Thalessa Holmgren, 1859
- Megalorhyssa Schulz, 1906
- Eurhyssa Derksen, 1941

Megarhyssa est un genre d'insectes hyménoptères de la famille des Ichneumonidae dont certaines espèces sont connues pour avoir les plus longs oviscaptes de tous les insectes. Ce sont des parasitoïdes idiobiontes des larves de guêpes Siricidae.

## Espèces
- Megarhyssa atrata Fabricius, 1781
- Megarhyssa emarginatoria Thunberg, 1822
- Megarhyssa gigas (Laxmann, 1770)
- Megarhyssa gloriosa Matsumura
- Megarhyssa greenei Viereck
- Megarhyssa jezoensis Matsumura
- Megarhyssa macrurus Linnaeus, 1771
- Megarhyssa nortoni Cresson, 1864
- Megarhyssa perlata Christ, 1791
- Megarhyssa praecellens Tosquinet
- Megarhyssa rixator Schellenberg, 1802
- Megarhyssa superba Schrank, 1781
- Megarhyssa vagatoriaFabricius, 1793

## Liste d'espèces
Selon NCBI (18 déc. 2010) :
- Megarhyssa sp. H20
- Megarhyssa sp. RDB-1997